# Garcia (brazylijski piłkarz)
Gustavo Garcia dos Santos (ur. 4 stycznia 2002 w São Paulo) – brazylijski piłkarz występujący na pozycji prawego obrońcy, od 2021 roku zawodnik Palmeiras.